# Волковинська Параска Григорівна
Параска Григорівна Волковинська (нар. 11 жовтня 1938, Ходорів — пом. 30 січня 2006, Київ) — українська ткаля. Лауреат Державної премії України (1977). Герой Соціалістичної Праці (1982). Почесний громадянин Києва (1988).

## Біографія
Народилась 11 жовтня 1938 в селі Ходорів Київської області. У 1974 році закінчила Харківський текстильний технікум. У 1955–1989 рр.. — ткаля-багатоверстатниця, 1989–1995 рр.. — інструктор виробничого навчання, майстер зміни, з 1995 року — ткаля Дарницького шовкового комбінату (нині — ЗАТ «Дарна») в Києві. Працювала на 108 ткацьких верстатах при нормі 40. Померла в 2006 році в Києві.

## Нагороди
Нагороджена двома орденами Леніна (1977, 1982), орденом Трудового Червоного Прапора (1972), медалями.